# Gewoon schriftmos
Gewoon schriftmos (Graphis scripta) is een schriftmos behorend tot de familie Graphidaceae. Het komt voor op bomen. Stigmidium microspilum en Arthonia graphidicola zijn geassocieerde lichenicolous-schimmels. De fotobiont is Trentepohlia.

## Determinatie
Gewoon schriftmos is een korstvormig licheen met een wit tot grijs, glad tot gebarsten thallus. De lirellen zijn zeer variabel en kunnen eenvoudig worden vertakt of in een stervorm worden genetwerkt. Vaak doen ze denken aan schrifttekens. De randen zijn koolstofhoudend en verheven, zonder groeven. Het thallus heeft de volgende kenmerkende kleurreacties: K-, C-, KC-, P-.
Naast normale sporen in de lirellen kan de schimmel ook conidia (ongeslachtelijke sporen) vormen. De asci zijn 8-sporig en meten 80–90 × 15–20 µm. De ascosporen zijn hyaliene, 5–15 septaat en meten 20–70 × 6–10 µm. De sporen zijn hyaliene, maar worden bruin naarmate de leeftijd vordert. Bij jodium-kaliumjodide-oplossing worden de sporen blauwviolet (I+). Parafysen zijn onvertakt.
In 2011 is duidelijk geworden dat Graphis scripta een complex is van meerdere soorten. Er worden nu vier soorten onderscheiden (Neuwirth & Aptroot 2011).

## Verspreiding
Gewoon schriftmos komt wijdverspreid voor. In Nederland komt het vrij algemeen voor. Deze soort kwam in Nederland tot ca. 2000 voornamelijk in oude bossen voor, maar is sindsdien sterk toegenomen en is nu ook te vinden in jonge bossen, vooral die op kleigronden.